# 郭靖 (南宋)
郭靖（12世纪？—1206年），南宋时人物，担任高桥土豪巡检。
宋宁宗开禧二年（1206年），吴曦叛宋投降金朝，阶州、成州、和州、凤州四州百姓不愿降金，弃田宅，携老幼，顺嘉陵江而下。但被吴曦截回，强迫回乡。郭靖也在其中，至白厓关，对其弟郭端说：我世为王民，不忍弃放弃汉族衣冠，愿死在此地，为赵氏鬼。于是投江而死。